# Hiệu ứng xung đối

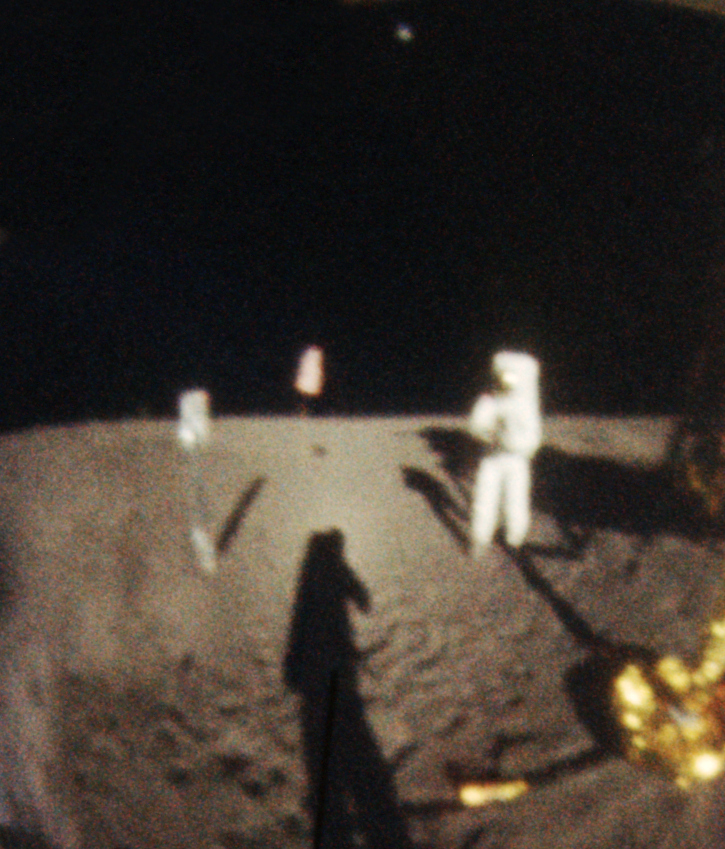
Hiệu ứng xung đối do phản xạ ngược trên đất đá Mặt Trăng làm bừng sáng lên bóng của phi hành gia Buzz Aldrin.

Hiệu ứng xung đối hay hiệu ứng Seeliger là sự bừng sáng của một bề mặt gồ ghề khi nó được chiếu sáng trực tiếp từ nguồn sáng phía sau người quan sát. Thuật ngữ này thường được dùng nhiều nhất trong thiên văn học để chỉ sự gia tăng độ sáng thấy được của một thiên thể như các hành tinh, mặt trăng, hay sao chổi khi góc pha của nó đối với người quan sát tiến đến 0. Nó được có tên như vậy là do ánh sáng phản xạ từ Mặt Trăng và Sao Hỏa có cường độ sáng đáng kể hơn dự đoán theo thuyết phản xạ Lambert đơn giản khi nó ở vị trí xung đối thiên văn.